# توماس ر. كورنيليوس
توماس ر. كورنيليوس (بالإنجليزية: Thomas R. Cornelius)‏ هو سياسي أمريكي، ولد في 16 نوفمبر 1827 في ميزوري في الولايات المتحدة، وتوفي في 24 يونيو 1899 في أوريغون في الولايات المتحدة. حزبياً، نشط في الحزب الجمهوري.